# Loeselia tancitaroensis
Loeselia tancitaroensis är en blågullsväxtart som beskrevs av J.M.Porter och V.W.Steinm. Loeselia tancitaroensis ingår i släktet Loeselia och familjen blågullsväxter. Inga underarter finns listade i Catalogue of Life.